# Ashio-Kupferbergwerk

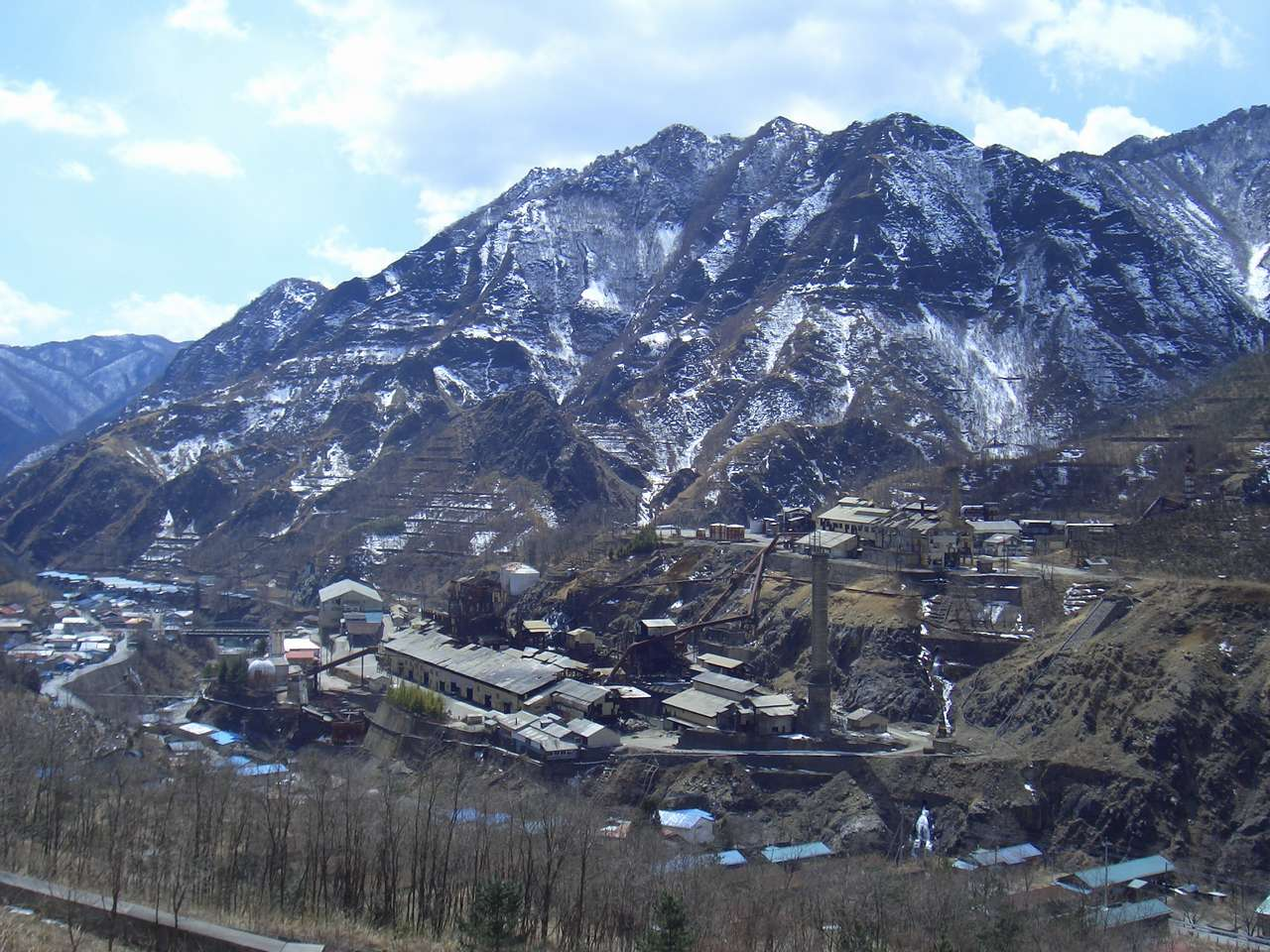
Blick auf die Mine, 2005

Das ehemalige Ashio-Kupferbergwerk (japanisch 足尾銅山 Ashio dōzan) in der Präfektur Tochigi südwestlich von Nikkō wurde zu Beginn der Meiji-Zeit privatisiert. Es wurde dann bekannt als Verursacher der ersten menschengemachten Umweltzerstörung in Japan.

## Geschichte
Im Jahr 1610 entdeckten zwei Bauern in der Gegend von Ashio Kupfererz. Bald begann der Abbau, und um 1680 warf die Ashio-Kupfermine, vom Bakufu betrieben, reiche Erträge ab. Anfang des 19. Jahrhunderts fand man jedoch kaum noch Erz, der Betrieb wurde 1817 eingestellt.
Nach der Meiji-Restauration erwarb der am Bergbau interessierte Unternehmer Furukawa Ichibei 1877 die sich nun im Staatsbesitz befindende Mine. Furukawa betrieb in großem Umfang den Ausbau der Mine durch Mechanisierung der Förderung und verbesserte das Management. 1890 wurde dort Japans erstes Wasserkraftwerk von Siemens gebaut. Gegen Ende der Meiji-Zeit produzierte das Bergwerk bereits 40 % des Kupfers in Japan. Der Abtransport des geförderten Erzes erfolgte durch die Watarase-Keikoku-Linie.
1916 hatte die Gemeinde mit 38.428 ihre höchste Einwohnerzahl erreicht, dann fiel diese durch weitergehende Mechanisierung, pendelte sich zunächst bei etwa 20.000 ein, sank dann aber wegen abnehmender Ergiebigkeit der Grube ab 1960 weiter auf etwa 10.000 Einwohner. Am 28. Februar 1973, also am Ende des Wirtschaftsjahrs 1972/73, wurde das Bergwerk stillgelegt.
Mit der wachsenden Förderung verursachte das Bergwerk große Umweltprobleme. Dessen Abwässer flossen ungereinigt in die Flüsse Watarase und Tone und verursachten Fischsterben. Zudem überfluteten die Flüsse regelmäßig die Anbaugebiete für Reis, was zu Gesundheitsproblemen für die Bevölkerung führte. Der Abgeordnete Tanaka Shōzō (1841–1913) unterstützt von Shimada Saburō und vielen Journalisten, Sozialisten und christlich-humanitären Personen, darunter Kinoshita Naoe, brachte zwar 1891 eine Petition zur Schließung des Bergwerks ein, die aber abgewiesen wurde. Die Verschmutzung nahm weiter zu und führte ab 1897 zu Massenprotesten, wobei es zu Auseinandersetzungen mit den Ordnungskräften kam.
Die Regierung wies das Bergwerk an, die Umweltverschmutzung herabzusetzen, wie es 1897 vereinbart worden war, aber die Ergebnisse waren nicht zufriedenstellend. So wandte sich Tanaka 1901 direkt an den Kaiser. Enttäuscht von der allgemeinen Untätigkeit gab Tanaka im selben Jahr seinen Sitz im Unterhaus auf. Die Regierung erklärte die Umgebung des Dorfes Yanaka als Überflutungsgebiet und ließ das Dorf trotz der von Tanaka unterstützten Proteste 1907 abreißen. Der Widerstand nahm allmählich ab, obwohl sich das inzwischen erlassene Gesetz gegen die durch Kupferabbau bedingte Verschmutzung als unzureichend erwies. Wegen der Umweltprobleme und heftigen Auseinandersetzungen mit der Arbeiterschaft nahm die Produktion des Bergwerks in der späten Meiji- und dann in der Taishō-Zeit ab. 1973 wurde schließlich der Betrieb des Bergwerks eingestellt. 1974 sprach die „Environmental Disputes Coordination Commission“ (公害等調整委員会, Kōgaitō chōsei iinkai) den Landwirten, die unter den verunreinigten Abwässern gelitten hatten, 7 Millionen US-Dollar Entschädigung zu.
Die Gewässer sind seit Stilllegung wieder in Ordnung, aber die unmittelbare Umgebung des Bergwerks, ein tief eingeschnittenes Tal, hatte durch die langjährige Luftverschmutzung auf Grund der ungeschützten Verhüttung sämtlichen Bewuchs verloren. Man versucht seit Jahren, den nackten Felsen aufwändig mit Grün zu versehen und nun die Gegend als Touristenattraktion zu vermarkten.